# ОШ „Бранко Радичевић” Оџаци
ОШ „Бранко Радичевић” једна је од основних школа у Оџацима. Основана је 1986. године, а од 1993. носи име по Бранку Радичевићу, српском романтичарском песнику. Налази се у Улици Васе Пегалића 60.

## Историјат
Основна школа „Бранко Радичевић” је почела са радом 1. септембра 1986. под именом ОШ „Борис Кидрич”. Године 1993. је промењен назив у данашњи, ОШ „Бранко Радичевић”. Зграда школе је површине 4199m², у оквиру ње се налазе спортски терени, двориште и парк. Читав комплекс школе се простире на укупно 4085 хектара. У оквиру зграде се налазе две учионице са пратећим просторијама које користи дечији вртић „Полетарац”. Настава се реализује у пет учионица за ниже разреде, две специјализоване учионице за српски језик и математику, шест кабинета, једној компјутерској учионици, фоно-лабораторији, учионицама за продужени и целодневни боравак, радионици и фискултурној сали. Информатички кабинет је у оквиру пројекта „Дигитална школа” опремљен са тридесет нових рачунара од стране Министарства просвете Републике Србије. Библиотека садржи преко 6500 наслова. Школа садржи своју кухињу и трпезарију са осамнаест мањих и осамнаест већих столова.